# Mike Bongiorno
Michael Nicholas Salvatore Bongiorno (New York, 1924. május 26. – Monte-Carlo, 2009. szeptember 8.) amerikai olasz televíziós műsorvezető. Néhány éves amerikai tapasztalat után az 1950-es években kezdett el dolgozni az induló RAI-nál, és Olaszország legnépszerűbb műsorvezetőjének tartották. Az il Re del Quiz ('A kvízkirály') becenéven is ismerték, és az volt a sajátossága, hogy minden műsorát a védjegyeként használt üdvözlettel kezdte: Allegria! ('Üdv!', 'Öröm!').

## Korai évek
Bongiorno New Yorkban született olasz származású szülők gyermekeként. Fiatalon Torinóba költözött (anyja szülővárosába). Apja részben arbëres származású szicíliai amerikai ügyvéd volt. A második világháború alatt felhagyott tanulmányaival, és csatlakozott egy olasz partizáncsoporthoz. Elfogták, és hét hónapot töltött a milánói San Vittore-börtönben, majd egy német koncentrációs táborba deportálták. A háború vége előtt szabadult az Amerikai Egyesült Államok és Németország közötti hadifogolycsere keretében. Visszatért New Yorkba, és 1946-ban az Il Progresso Italo-Americano („Az olasz amerikai haladás”) újság rádióközpontjában kezdett dolgozni.

## Pályája
Bongiorno 1953-ban visszatért Olaszországba. A hivatalos olaszországi köztévé adások első napján az Arrivi e partenze (Érkezések és indulások) című műsorban jelent meg a RAI tévécsatornán. 1955 és 1959 között ő vezette a Lascia o raddoppia? műsort az amerikai The 64 000 Question olasz változatát. Egy másik program a Campanile Sera („Harangtorony-est”, 1959–1962) volt, amelyben dél- és észak-olasz városok gyakorlati játékokkal hívták ki egymást saját városukban.
1963-ban Umberto Eco írt egy esszét Mike Bongiorno fenomenológiája címmel, amely bestseller lett, s amelyben fejlett akadémiai elméletek segítségével világított rá Mike Bongiornóra és kommunikációs módjára. Eco úgy vélte, Bongiorno úgy mutatkozott be, hogy ő maga semmivel sem jobb az átlagolasznál, hogy közönsége 100%-a jól érezze magát.
1963-tól ő volt a házigazdája a tizenegy Sanremo Zenei Fesztivál közül az elsőnek. Majd házigazdája volt a Caccia al numero („Számvadászat”, 1962), a La Fiera dei Sogni („Álomvásár”, 1962–1965) és a Giochi in famiglia („Játékok a családban”, 1966–1969) kvízprogramoknak. De a legnagyobb sikert a Rischiatutto (1970–1974) kvízprogram hozta, amely a Jeopardy! adaptált olasz változata, minden csütörtök este 20-30 millió nézővel, ami az olasz tévézés történetének legmagasabb nézettsége volt. A Bongiorno által vezetett további programok voltak a Ieri e Oggi című hírműsor (Tegnap és ma, 1976) és a Scommettiamo? (Wanna Bet?, 1976–1978), amelyet a lóverseny ihletett, és a Lascia o raddoppia? remake-je volt 1979-ben.

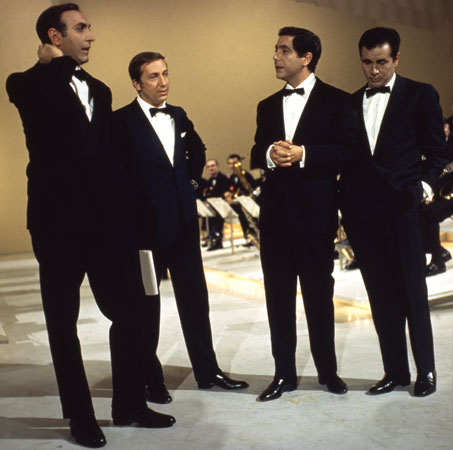
Bongiorno Pippo Baudóval, Corrado Mantonival és Enzo Tortorával

Bongiorno a Tele Milanóhoz (ma Canale 5) pártolt át, amely a Silvio Berlusconi által alapított médiavállalat, a Mediaset egyik első olasz kereskedelmi tévécsatornája volt, hogy házigazdája legyen azmI sogni nel cassetto (Az álmok a fiókban, 1979–1980). Miután rövid időre visszatért a RAI-hoz, a Flash hírjátékkal (1980–1982), tovább működött a Mediaset kvízprogramjainál: Bis (Concentration) (1981–1990), Superflash (1982–1985), Pentathlon (1985–1987), Telemike (1987–1992), Tris (1990–1991), a Tutti per uno matematikai játék (Családi viszály, 1992) és 1989-től 2003-ig a La ruota della fortuna (Szerencsekerék).
1991 és 2001 között Bongiorno adott otthont a Bravo, Bravissimo fesztiválnak, amelyen fiatal zenészek, táncosok és énekesek vettek részt a világ minden tájáról. Megnyerte a 24 Telegattót, az olasz tévédíjat. 2005-ig ő vezette a Geniust a Rete 4 délutáni kvízműsorában, amely a 12-14 éves korosztálynak szólt. 2006-ban és 2007-ben a Rete 4-en vezette utolsó kvízműsorát, az Il Migliorét (Britanniában a legügyesebb gyerek). Vendég volt Gianfranco Funari Apocalypse Show című műsorának második epizódjában is a Rai 1-en. 2007. december 13-án Bongiorno tiszteletbeli Honoris Causa fokozatot kapott a milánói IULM egyetemtől. 2009. március 26-án szerződést írt alá a Sky Italiával, miután a Mediaset úgy döntött, hogy nem újítja meg a szerződését, ahol azt tervezte, hogy a Sky Uno új játékműsorát vezeti RiSKtutto címen (népszerű Rischiatutto című műsorának modern kiadása), amely a tervek szerint 2009 őszén ment volna.

## Halála
2009. szeptember 8-án, 85 éves korában Bongiorno szívrohamban halt meg, miközben éppen távozott a Monte Carló-i Metropole szállodából, ahol rövid nyaralást töltött feleségével, Daniela Zuccolival. Holttestét néhány napra felravatalozták a milánói triennálén, mielőtt 2009. szeptember 12-én állami temetést rendeztek számára a Milánói dómban. Sok olasz tévésztár, például Rosario Fiorello, Pippo Baudo, Fabio Fazio, Sandra Mondaini, Alba Parietti, Paola Barale, Carlo Conti, Gerry Scotti, Marco Columbro és számos más előadó vett részt a szentmisén, amelyet Erminio De Scalzi püspök celebrált.
Bongiornót a családi sírban temették el, a Dagnente temetőben, Arona közelében, Piemontban. 2011. január 25-én a sírt feldúlták, és holttestét a koporsóval együtt ellopták, majd december 8-án egy Milánó melletti mezőn találták meg.

## Színészi szerepei
| Év   | Cím                                                              | Szerep           |
| ---- | ---------------------------------------------------------------- | ---------------- |
| 1955 | Motívo maschera                                                  | Mikrofon         |
| 1955 | Ragazze di oggi                                                  | Sandro           |
| 1955 | Il prezzo della gloria                                           | Ruggero Grimaldi |
| 1956 | Totò lascia o raddoppia?                                         | Saját maga       |
| 1956 | I miliardari                                                     | Marco            |
| 1961 | Il giudizio universale                                           | Saját maga       |
| 1968 | Il cenerentolo                                                   | Tv bemondó       |
| 1972 | La vifa è dura, Eh Providence?                                   | Mike Goodmornig  |
| 1974 | Noi tutti ci siamo stati tutti amati (Annyira szerettük egymást) | Saját maga       |
| 1982 | Sogni mostruosamente proibiti                                    | Saját maga       |
| 2000 | 20 - Venti                                                       | Saját maga       |

## Kitüntetései és díjai

### Kitüntetések
1996-ban Bongiornót Vittorio Emanuele, Nápoly hercege, az egykori Olasz Királyság utolsó koronahercege és a Savoyai-ház feje a Szent Maurice és Lázár Rend parancsnoki fokozatával tüntette ki.
2004. május 26-án, 80. születésnapja alkalmából az akkori olasz elnök, Carlo Azeglio Ciampi Bongiornót az Olasz Köztársasági Érdemrend nagytisztjévé nevezte ki.

### Tiszteletbeli fokozat
2007 őszén Bongiorno tiszteletbeli diplomát kapott a Milánói Egyetem televíziós, filmes és multimédiás gyártásában.

### Díjak
- 1984 Telegatto – A legjobb tévés vetélkedő, a Superflash televíziós vetélkedő bemutatásához a Canale 5-ön
- 1985 Telegatto – A legjobb tévés vetélkedő, a Superflash televíziós vetélkedő bemutatásához a Canale 5-ön
- 1986 Telegatto – A legjobb tévés vetélkedő, a Superflash televíziós vetélkedő bemutatásához a Canale 5-ön
- 1987 Telegatto – A legjobb tévés vetélkedő, a Pentathlon televíziós játékműsor bemutatásához a Canale 5-ön
- 1988 Telegatto – A legjobb tévés vetélkedő, a Telemike televíziós játék vetélkedőjének bemutatásához a Canale 5-n
- 1989 Telegatto – A legjobb tévés vetélkedő, a Telemike televíziós játék vetélkedőjének bemutatásához a Canale 5-n
- 1990 Telegatto – A legjobb tévés vetélkedő, a Telemike televíziós játék vetélkedő bemutatásához a Canale 5-n
- 1991 Telegatto – A legjobb tévés vetélkedő, a Telemike televíziós játék vetélkedőjének bemutatásához a Canale 5-ön
- 1992 Telegatto – A legjobb kvíz- és játékműsor, bemutatja a La Ruota Della Fortunát, a Szerencsekerék olasz változatát
- 1993 Telegatto – A legjobb kvíz- és játékműsor, a La Ruota Della Fortuna, a Szerencsekerék olasz változatának bemutatásával
- 1994 Telegatto – A legjobb kvíz- és játékműsorok a La Ruota Della Fortunával, a Szerencsekerék olasz változatával
- 1995 Telegatto – A legjobb kvíz- és játékműsor, a La Ruota Della Fortuna, a Szerencsekerék olasz változatának bemutatásával
- 1996 Telegatto platina, élethosszig tartó karrierért (az 50 éves televíziós karrierért)
- 1997 Telegatto – Legjobb zenei program, Sanremói Dalfesztivál megrendezéséért
- 2003 Telegatto – Ami a tévében, a Grand Prix International TV műsorvezetéséért
- 2006 Telegatto platina, élethosszig tartó karrierért
- 2008 Premio Club Santa Chiara, egy élethosszig tartó karrierért
- Az Olaszország–USA Alapítvány 2011-es Premio America-ja emlékére